# Eupithecia biundulifera
Eupithecia biundulifera là một loài bướm đêm trong họ Geometridae.